# Monts Rubeho
Les monts Rubeho sont un massif montagneux de Tanzanie. Ils sont situés à vingt kilomètres aux nord-est des monts Udzungwa et culminent à 2 225 mètres d'altitude.